# Altbrandsleben

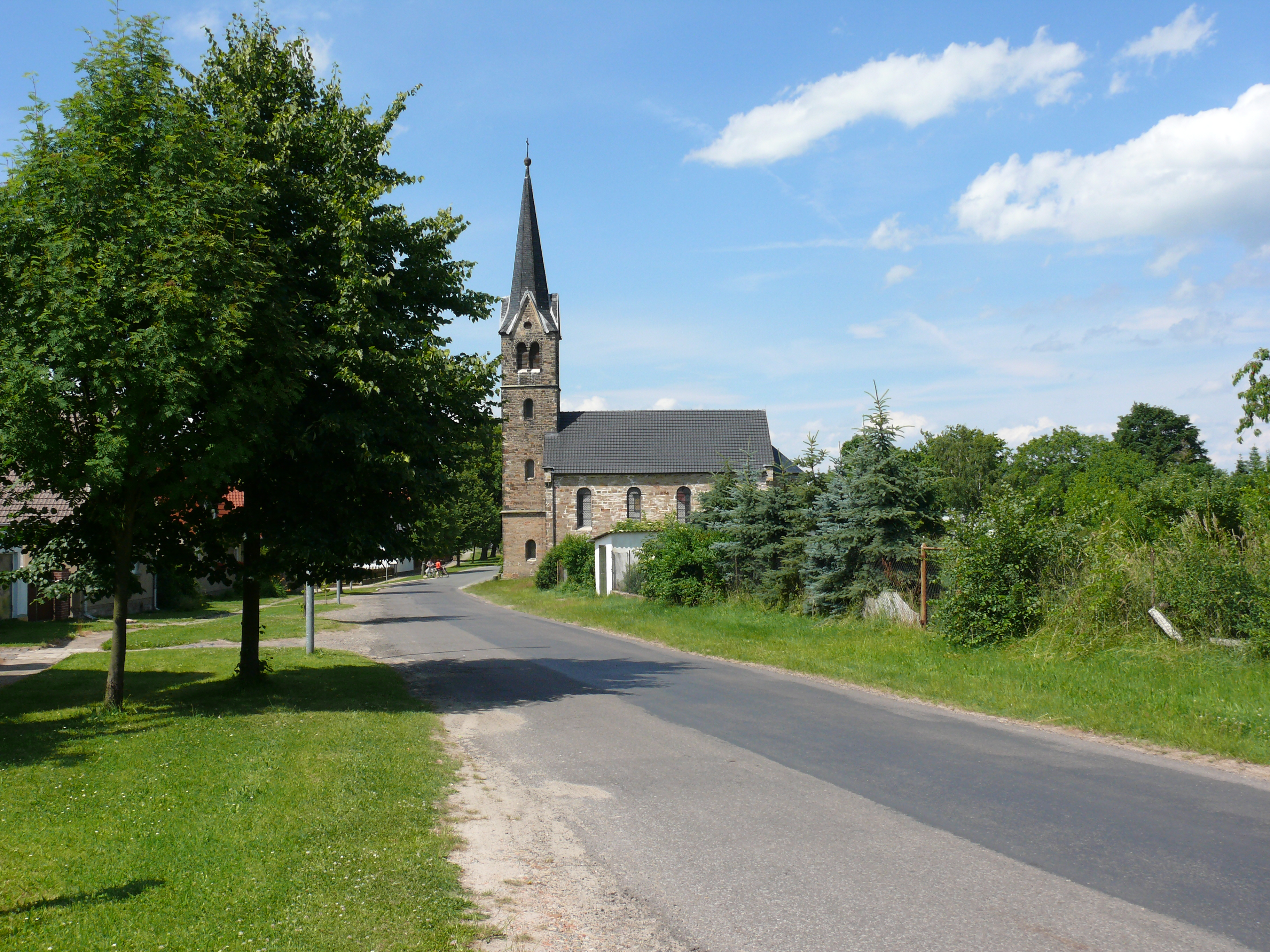
Evangelische Kirche Altbrandsleben

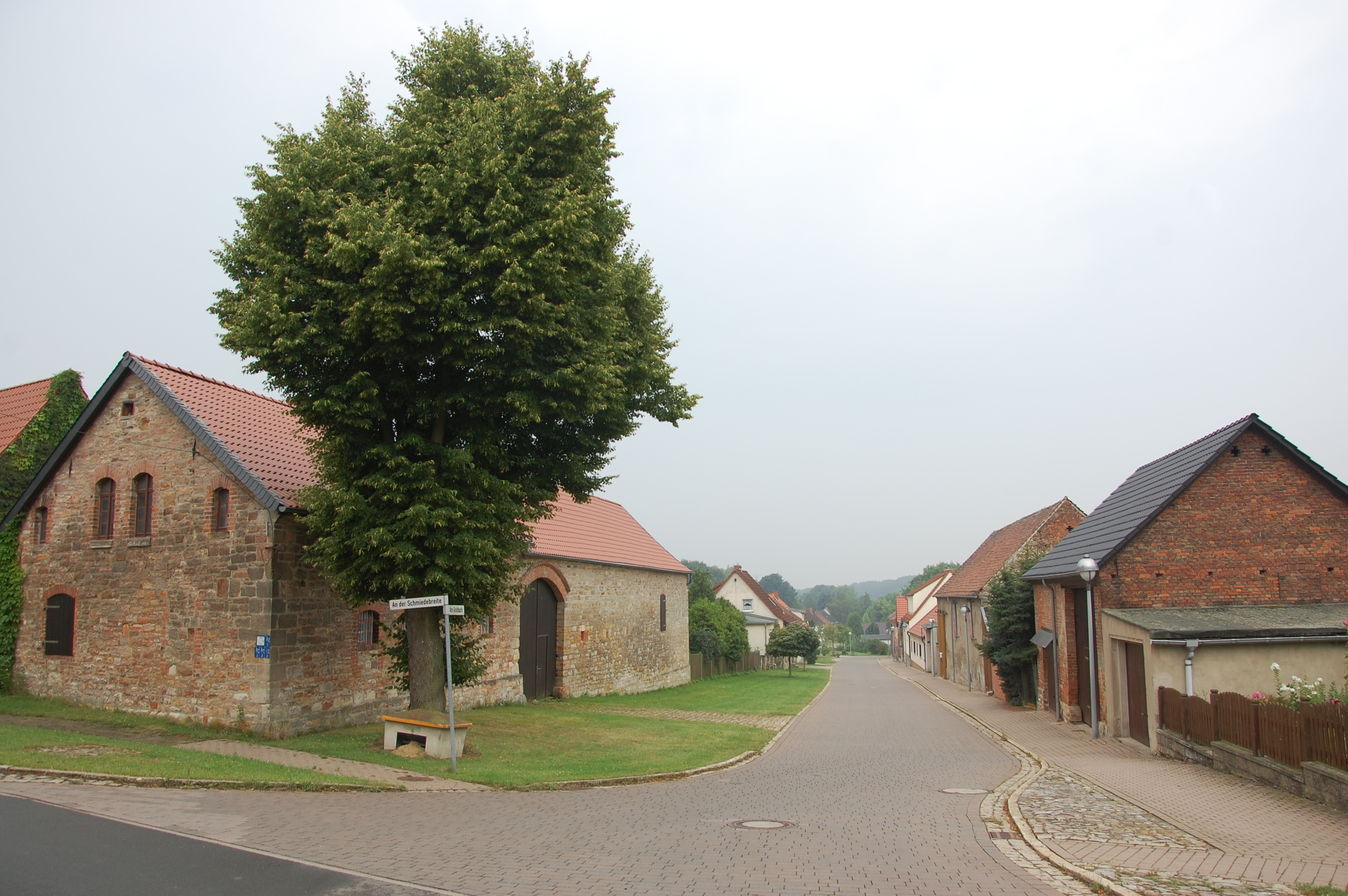
Straßenkreuzung in Altbrandsleben

Altbrandsleben ist ein Ortsteil der Stadt Oschersleben (Bode) im Landkreis Börde in Sachsen-Anhalt.

## Geografie
Der kleine Ortsteil liegt etwa sechs Kilometer nördlich der Stadt Oschersleben (Bode) am Rande des über 200 m ü. NN ansteigenden Hohen Holzes. Es handelt sich dabei um die südöstliche Fortsetzung des Lappwald-Höhenzuges (der Edelberg erreicht 209, der Kniel 205 m ü. NN).
Altbrandsleben ist der höchste Ort im Landkreis Börde.
Nachbarorte von Altbrandsleben sind die Oscherslebener Ortsteile Ampfurth und Schermcke im Südosten, sowie Neubrandsleben und Neindorf im Südwesten, zudem die zur Stadt Wanzleben-Börde gehörenden Ortschaften Eggenstedt im Norden und Stadt Seehausen im Nordosten.

## Klima
Der Jahresniederschlag beträgt 556 mm. Die Niederschläge sind niedrig. Sie liegen im unteren Viertel der in Deutschland erfassten Werte. An 12 % der Messstationen des Deutschen Wetterdienstes werden niedrigere Werte registriert. Der trockenste Monat ist der Oktober, die meisten Niederschläge fallen im Juni. Im Juni fallen 1,7 mal mehr Niederschläge als im Oktober. Die Niederschläge variieren nur minimal und sind extrem gleichmäßig übers Jahr verteilt. An nur 5 % der Messstationen werden niedrigere jahreszeitliche Schwankungen registriert.
Im Winter bleibt der Schnee manchmal liegen, wenn er im Tiefland schon weggetaut ist. Langlauf und Schlitten fahren sind dann auf dem Hochplateau durchaus möglich.

## Geschichte
Bereits im 12. Jahrhundert wurde in einer Urkunde vom 2. März 1160 der Ort „Brandeslove“ erwähnt, in der Papst Victor IV. dem Kloster Marienthal dreieinhalb Hufe als Besitz bestätigte. Der dort erwähnte Ort „Kleinbrandsleben“ wurde später zu einer Wüstung. Um 1220 wurde der Ort Brandesleve und 1311 Brandescleve genannt. Die reichsfreien Edelherren von Meinersen waren hier begütert. Laut ihrem Lehnsregister gaben sie um 1220 drei Hufen als Lehen an die von Esbeck und drei Hufen an Bertold von Schöningen. Den halben Zehnt erhielten die von Meinersen vor 1311 vom Bischof von Halberstadt.
1751 wurde durch Friedrich den Großen in dem Dorf eine Kolonie vertriebener Salzburger angesiedelt. Die heutige Dorfkirche Altbrandsleben, ein romanischer Neubau mit Westturm und Apsis, wurde 1864 eingeweiht. Zuvor gab es im Ort aber bereits kleinere Vorgängerbauten, so unter anderem eine Kapelle, die 1776 als Filiale von Schermcke errichtet worden war. Die Kirche musste seitdem wegen festgestellter Bauschäden in den Jahren 1935 und 1999 zeitweise gesperrt und anschließend renoviert werden.
Im Waldgebiet Hohes Holz liegt zwischen Alt- und Neubrandsleben die Birkenquelle, ein heimlicher Treffpunkt für die ersten Sozialdemokraten während der Verbotszeiten durch das von 1878 bis 1890 gültige  Sozialistengesetz.
Im Jahr 1944 wurde das 1919 als Erholungsheim für Tuberkulosekranke errichtete Waldhaus zum Kinderheim für Kriegswaisen des Zweiten Weltkriegs umgewandelt. Seitdem durchgehend als Kinderheim genutzt, übernahm 2004 das Trägerwerk Soziale Dienste den Betrieb.
Zuvor zum damaligen Landkreis Wanzleben gehörend, kam die Gemeinde 1952 bei der Neuordnung der administrativen Gliederung der DDR zum Kreis Oschersleben und im Zuge der Kreisgebietsreform in Sachsen-Anhalt 1994 zum Bördekreis.
Altbrandsleben wurde am 1. Juli 2009 nach Oschersleben (Bode) eingemeindet.

## Politik
Altbrandsleben ist gemäß Hauptsatzung eine von zwölf Ortschaften der Stadt Oschersleben. Sie umfasst das Gebiet der ehemaligen Gemeinde Altbrandsleben. Die Ortschaft wird politisch von einem Ortschaftsrat und dem aus seiner Mitte gewählten Ortsbürgermeister vertreten.
Der Ortschaftsrat besteht aus fünf Mitgliedern, die bei der Kommunalwahl am 26. Mai 2019 für fünf Jahre gewählt wurden.
Herbert Wilke ist langjähriger Ortsbürgermeister von Altbrandsleben. Zuletzt auf der Sitzung des Ortschaftsrats vom 3. Juli 2019 wurde er einstimmig in seinem Amt bestätigt.

## Sehenswürdigkeiten

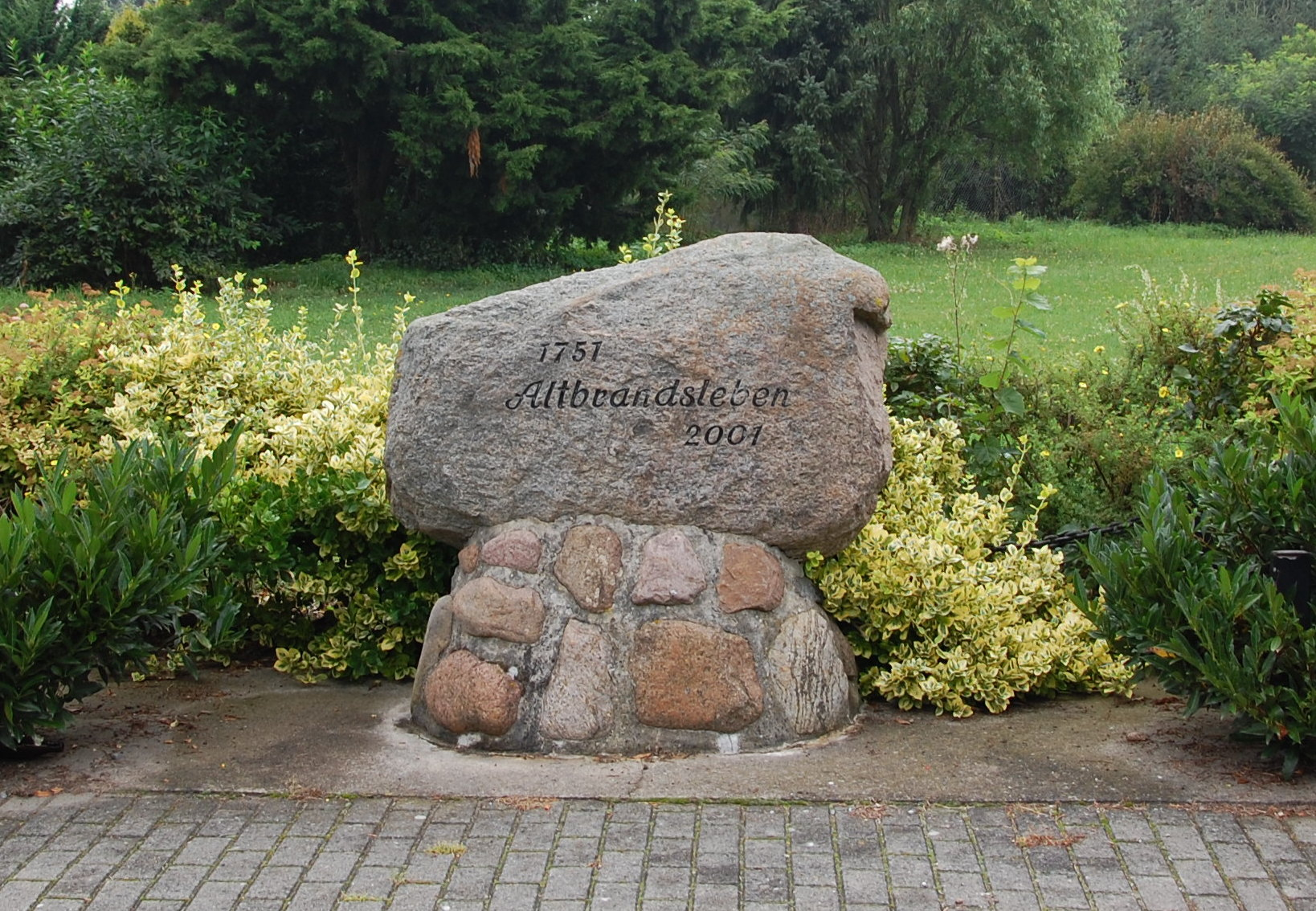
Gedenkstein

- Die evangelische Dorfkirche Altbrandsleben aus dem Jahr 1864,[7] erwähnenswert sind zudem die Parkanlage und der Dorfteich.
- Im Dorf befindet sich ein Gedenkstein mit der Aufschrift 1751 Altbrandsleben 2001, der an 250 Jahre Altbrandsleben erinnert.

## Wirtschaft und Infrastruktur
Die Struktur des Dorfes ist stark durch die Landwirtschaft geprägt.
Altbrandsleben ist durch die Kreisstraße 1268 mit den umliegenden Orten Oschersleben (Bode), Schermcke und Seehausen verbunden. Der nächste Bahnhof befindet sich in der nahen Stadt Oschersleben (Bode) an der Bahnlinie Magdeburg–Halberstadt.